# ITC (企業)
ITC（英語：ITC Limited）は、インド西ベンガル州コルカタに本社を置く嗜好品および食料品製造販売会社。元々は国営のタバコ製造会社であったが、1974年に民営化され現在は経営の多角化が進んでいる。

## 概要
ITCはImperial Tobacco Company of India Limited(帝国タバコインド社)の略である。1954年に国有化されたがその後再度民営化された。
民営化後たばこ製造事業から、日用消費財の製造、ホテル経営、梱包材・紙製品製造、農産物事業の4つを基軸に経営の多角化が進められた。主要製品には従来のタバコのほか、ダンボール、包装資材、グリーティングカード、マッチ、線香などがあり、さらに食品や菓子類、衣料品が急成長している。